# Список послов СССР и России в Мавритании
В статье представлен список послов СССР и России в Исламской Республике Мавритания.

## Хронология дипломатических отношений
- 12 июля 1964 г. — установлены дипломатические отношения на уровне посольств.

## Список послов
| Срок полномочий                    | Посол                          | Годы жизни | Вручение верительных грамот |
| ---------------------------------- | ------------------------------ | ---------- | --------------------------- |
| СССР                               |                                |            |                             |
| 8 марта 1965 — 14 июня 1968        | Иван Михайлович Лавров         | 1912—1985  | 26 мая 1965                 |
| 14 июня 1968 — 12 июля 1972        | Владимир Васильевич Гнедых     | 1921—?     | 4 октября 1968              |
| 12 июля 1972 — 12 февраля 1975     | Мирзо Рахматович Рахматов      | 1914—1998  | 2 октября 1972              |
| 12 февраля 1975 — 5 октября 1981   | Владимир Иванович Старцев      | 1918—2007  | 24 марта 1975               |
| 5 октября 1981 — 16 октября 1986   | Иван Степанович Спицкий        | 1920—2006  | 7 ноября 1981               |
| 16 октября 1986 — 24 сентября 1990 | Леонид Михайлович Комогоров    | 1927—2020  |                             |
| 24 сентября 1990 — 25 декабря 1991 | Владимир Сергеевич Шишов       | 1940—2025  |                             |
| Российская Федерация               |                                |            |                             |
| 25 декабря 1991 — 22 марта 1994    | Владимир Сергеевич Шишов       | 1940—2025  |                             |
| 22 марта 1994 — 12 января 1998     | Тигран Александрович Караханов | 1944—2015  |                             |
| 12 января 1998 — 21 января 2003    | Валерий Яковлевич Сухин        | 1941—2004  |                             |
| 21 января 2003 — 15 августа 2008   | Леонид Викторович Рогов        | 1949—2020  |                             |
| 15 августа 2008 — 11 ноября 2014   | Владимир Викторович Байбаков   | 1958—      |                             |
| 11 ноября 2014 — 4 февраля 2021    | Владимир Васильевич Чамов      | 1955—      |                             |
| 4 февраля 2021 — настоящее время   | Борис Анатольевич Жилко        | 1955—      | 22 июня 2021                |